# Hysteria (Cerrone)
Hysteria is het 16de album van de Franse discoartiest, Cerrone, dat in 2002 verscheen.  Het album bevat bijdragen van Cerrone's zoon Greg Cerrone, Cerrone's Angels, DonRay en Nile Rodgers van Chic.  'Hysteria' is de enige single uit het album en werd een clubhitje.  Funky ritmes en baslijnen, synthesizers, filtereffecten en vrouwelijk vocals zijn de basiselementen op dit album.  
Terwijl 'The Only One' en 'Love On The Dance Floor' typische discosongs zijn à la Cerrone, leunen andere songs zoals 'Hysteria' en 'That's Right' meer aan tegen de modernere French Touch.  'Got to Have Lovin' was oorspronkelijk een '70 discohit voor Don Ray, in een productie van Cerrone.  Op "Hysteria" staat een re-make van het nummer.
"Hysteria" werd goed onthaald door de pers en werd al snel aanzien als een van de beste releases van 2002.

## Playlist
1. The Only One (5:14)
2. Gonna Get You (5:20)
3. Hysteria (4:04)
4. Love on the Dance Floor (6:31)
5. It Had to Be You (6:05)
6. Wake the Beach (3:07)
7. Got to Have Lovin (7:39)
8. 101 (5:56)
9. Funky Love (5:31)
10. And You (3:09)
11. That's Right (7:22)
12. Back Home (2:11)